# Avasújfalu község
Avasújfalu község (románul: Comuna Certeze) község Szatmár megyében, Romániában. Központja Avasújfalu, beosztott falvai Lajosvölgy, Mózesfalu.

## Népessége
A 2011-es népszámlálás adatai alapján a község népessége 5636 fő volt.